# Hamzah Falatah
Hamzah Idris Falatah (né le 8 octobre 1972) est un footballeur saoudien évoluant au poste d'attaquant avec le club de l'Al Ittihad Djeddah.

## Carrière en club
- jan. 1992 - jan. 1995 : Ohud Médine ( Arabie saoudite)
- jan. 1995 - 2001 : ???
- Depuis 2001 : Al Ittihad Djeddah ( Arabie saoudite)

## Carrière internationale
- 68 sélections pour l'équipe d'Arabie saoudite entre 1990 et 2005.

Il est retenu en sélection lors de la Coupe du monde 1994 dans laquelle il joue 3 matchs dont la victoire contre la Belgique et le 8e-de-finale contre la Suède. Il participe également à la Coupe des confédérations 1999 où il joue deux matchs internationaux.